# Hrabova, Busk
Hrabova (în ucraineană Грабова) este un sat în comuna Sokolea din raionul Busk, regiunea Liov, Ucraina.

## Demografie
Componența lingvistică a localității Hrabova
     Ucraineană (100%)
Conform recensământului din 2001, toată populația localității Hrabova era vorbitoare de ucraineană (100%).